# Список особо охраняемых природных территорий Удмуртии
На начало 2012 года на территории Удмуртской Республики насчитывается 309 особо охраняемых природных территорий (ООПТ) федерального, регионального и местного значений общей площадью 362 тыс. га.

## Список особо охраняемых природных территорий

### ООПТ федерального значения
- Национальный парк «Нечкинский»
- Лечебно-оздоровительные местности и курорты — 2 шт.

### ООПТ регионального значения
- Природные парки — 2 шт.:
  - Природный парк «Шаркан»
  - Природный парк «Усть-Бельск»
- Государственные заказники — 13 шт.
- Памятники природы — 112 шт.
- Лечебно-оздоровительные местности и курорты — 12 шт.
- Ботанический сад — 1 шт.

### ООПТ местного значения
- Памятники природы — 171 шт.
- Лечебно-оздоровительные местности и курорты — 1 шт.